# Corrales de la Ordeña
Corrales de la Ordeña är en ort i Mexiko.   Den ligger i kommunen Jerécuaro och delstaten Guanajuato, i den centrala delen av landet, 170 km nordväst om huvudstaden Mexico City. Corrales de la Ordeña ligger 2 244 meter över havet och antalet invånare är 203.
Terrängen runt Corrales de la Ordeña är platt åt nordväst, men åt sydost är den kuperad. Runt Corrales de la Ordeña är det ganska tätbefolkat, med 54 invånare per kvadratkilometer. Närmaste större samhälle är Jerécuaro, 16,7 km söder om Corrales de la Ordeña. I omgivningarna runt Corrales de la Ordeña växer huvudsakligen savannskog.